# アマンダ・アーズマ
アマンダ・アーズマ（Amanda Aardsma）は、アメリカ合衆国の女優。

## 出演作品
- クィーン・ビースト 美しき捕食獣